# Аволаска
Аволаска (італ. Avolasca, п'єм. Avolasca) — муніципалітет в Італії, у регіоні П'ємонт,  провінція Алессандрія.
Аволаска розташована на відстані близько 440 км на північний захід від Рима, 105 км на схід від Турина, 30 км на південний схід від Алессандрії.
Населення — 301 особа (2014).
Щорічний фестиваль відбувається 6 грудня. Покровитель — святий Миколай.

## Демографія
Населення за роками:

Станом на 1 січня 2023 року в муніципалітеті офіційно проживало 16 іноземців з 9 країн, серед них 12 громадян країн Євросоюзу та 1 громадянин України.

## Сусідні муніципалітети
- Казаско
- Кастелланія
- Коста-Весковато
- Гарбанья
- Монтеджоко
- Монтемарцино